# اس‌ام یوبی-۴۶
اس‌ام یوبی-۴۶ (به انگلیسی: SM UB-46) یک زیردریایی بود که طول آن ۱۲۱ فوت ۱ اینچ (۳۶٫۹۱ متر) بود. این زیردریایی در سال ۱۹۱۶ ساخته شد.